# Douchy-lès-Ayette
Douchy-lès-Ayette est une commune française située dans le département du Pas-de-Calais en région Hauts-de-France. Ses habitants sont appelés les Dulcinois.
La commune fait partie de la communauté de communes du Sud-Artois qui regroupe 64 communes et compte 27 059 habitants en 2021.

## Géographie

### Localisation
Localisée dans le sud-est du département du Pas-de-Calais, Douchy-lès-Ayette est une commune de l'Artois située, à vol d'oiseau, à 12 km au nord-ouest de la commune de Bapaume et à 13 km au sud-ouest de la commune d’Arras (chef-lieu d'arrondissement et préfecture du Pas-de-Calais). Elle est accessible par la RD 319 (ancienne RN 319).

Le territoire de la commune est limitrophe de ceux de cinq communes.
Les communes limitrophes sont  Adinfer, Ayette, Boiry-Sainte-Rictrude, Bucquoy et Monchy-au-Bois.

### Géologie et relief
La superficie de la commune est de 5,5 km2 ; son altitude varie de 92  à   147 m.

### Hydrographie
Le territoire de la commune est situé dans le bassin Artois-Picardie.
C'est dans la commune que le Cojeul, cours d'eau de 25 km, prend sa source et se jette dans la Sensée au niveau de la commune d'Éterpigny.

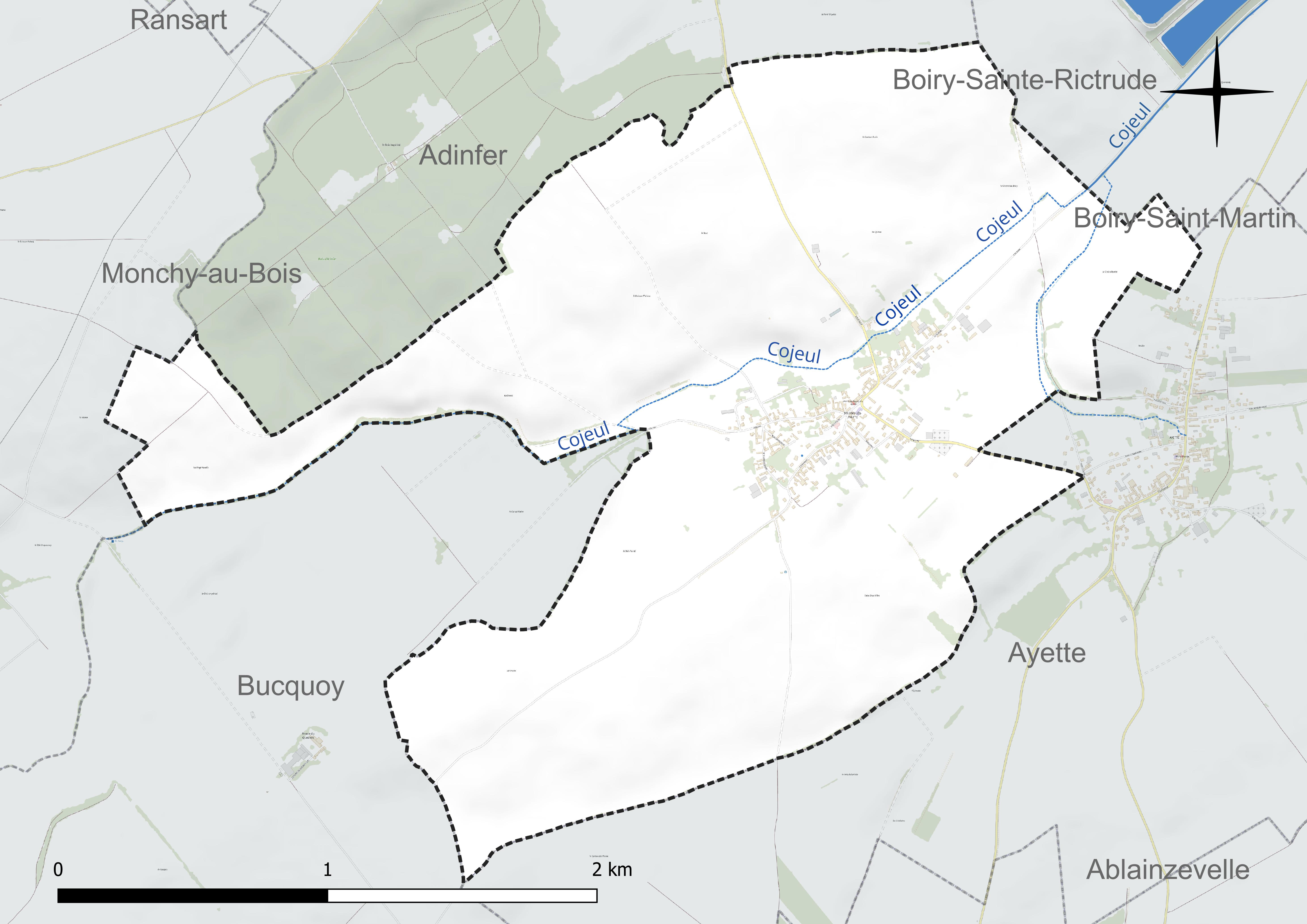
Réseau hydrographique de Douchy-lès-Ayette.

### Climat
Pour des articles plus généraux, voir Climat des Hauts-de-France et Climat du Pas-de-Calais.
En 2010, le climat de la commune est de type climat océanique dégradé des plaines du Centre et du Nord, selon une étude du CNRS s'appuyant sur une série de données couvrant la période 1971-2000. En 2020, Météo-France publie une typologie des climats de la France métropolitaine dans laquelle la commune est exposée à un climat océanique et est dans la région climatique Nord-est du bassin Parisien, caractérisée par un ensoleillement médiocre, une pluviométrie moyenne régulièrement répartie au cours de l’année et un hiver froid (3 °C).
Pour la période 1971-2000, la température annuelle moyenne est de 10 °C, avec une amplitude thermique annuelle de 14,4 °C. Le cumul annuel moyen de précipitations est de 746 mm, avec 11,8 jours de précipitations en janvier et 9,1 jours en juillet. Pour la période 1991-2020, la température moyenne annuelle observée sur la station météorologique la plus proche, située sur la commune de Saulty à 14 km à vol d'oiseau, est de 10,4 °C et le cumul annuel moyen de précipitations est de 899,7 mm,. Pour l'avenir, les paramètres climatiques de la commune estimés pour 2050 selon différents scénarios d'émission de gaz à effet de serre sont consultables sur un site dédié publié par Météo-France en novembre 2022.

### Paysages
Pour un article plus général, voir Paysage en France.
La commune est située dans le paysage régional des grands plateaux artésiens et cambrésiens tel que défini dans l’atlas des paysages de la région Nord-Pas-de-Calais, conçu par la direction régionale de l'Environnement, de l'Aménagement et du Logement (DREAL),. Ce paysage régional, qui concerne 238 communes, est dominé par les « grandes cultures » de céréales et de betteraves industrielles qui représentent 70 % de la surface agricole utilisée (SAU).

### Milieux naturels et biodiversité

#### Espèces faunistiques et floristiques
Le site de l’Inventaire national du patrimoine naturel (INPN) recense 102 espèces faunistiques et floristiques sur le territoire de la commune dont 16 protégées et 6 menacées et quasi-menacées.

## Urbanisme

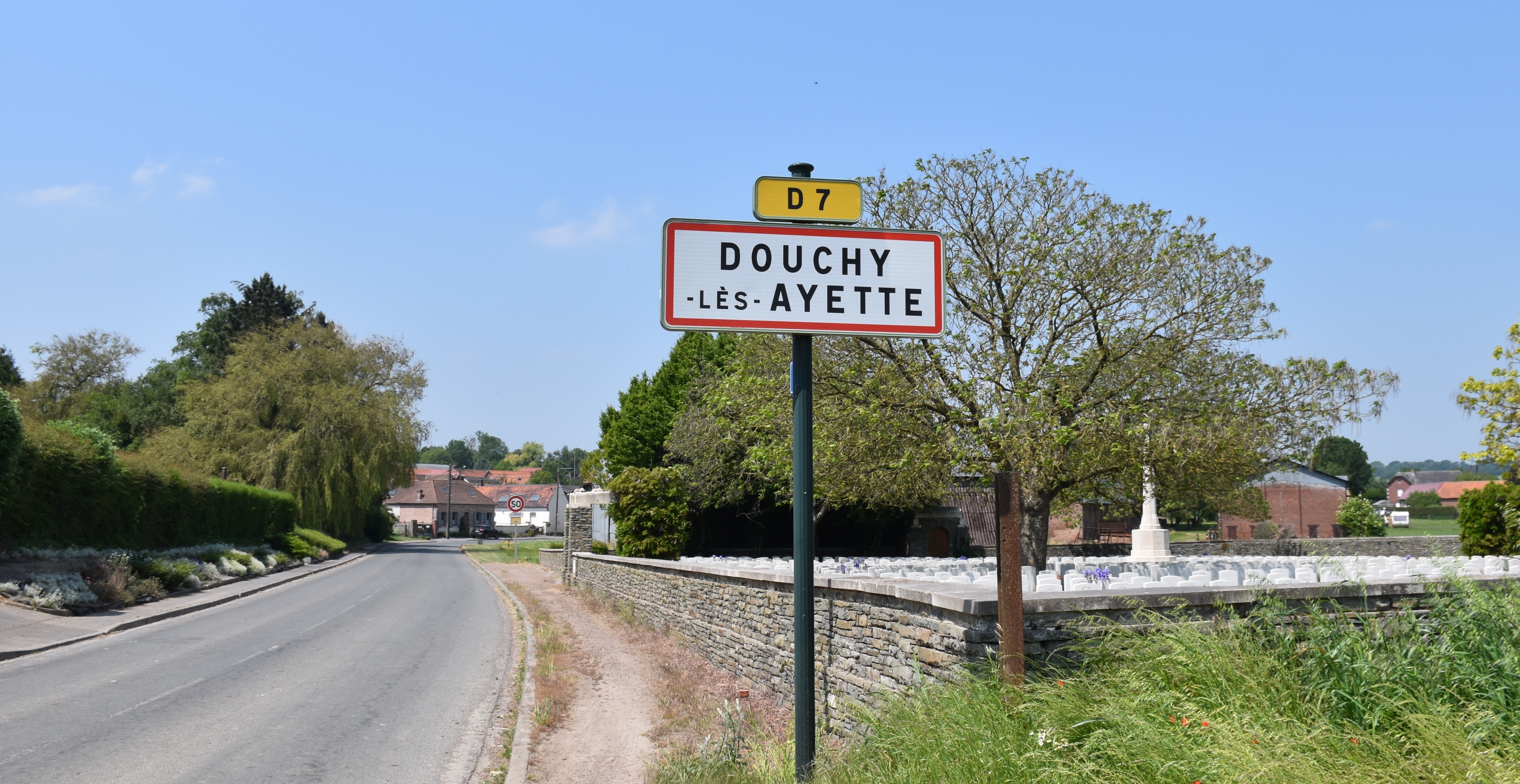
Une entrée de la commune.

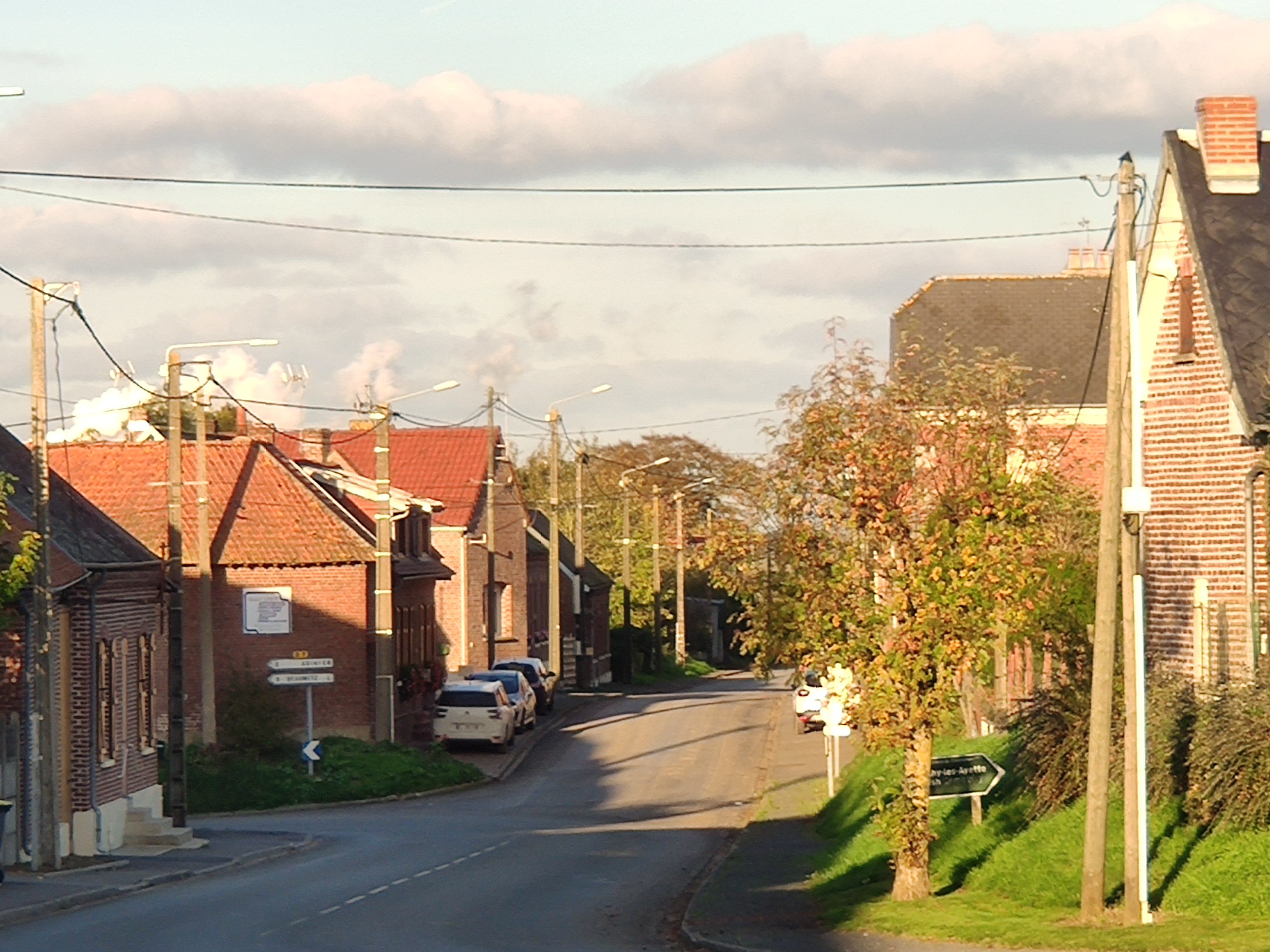
Paysage du village : la rue de Boiry.

### Typologie
Au 1er janvier 2024, Douchy-lès-Ayette est catégorisée commune rurale à habitat dispersé, selon la nouvelle grille communale de densité à sept niveaux définie par l'Insee en 2022.
Elle est située hors unité urbaine. Par ailleurs la commune fait partie de l'aire d'attraction d'Arras, dont elle est une commune de la couronne,. Cette aire, qui regroupe 163 communes, est catégorisée dans les aires de 50 000 à moins de 200 000 habitants,.

### Occupation des sols
L'occupation des sols de la commune, telle qu'elle ressort de la base de données européenne d’occupation biophysique des sols Corine Land Cover (CLC), est marquée par l'importance des territoires agricoles (93,7 % en 2018), une proportion identique à celle de 1990 (93,7 %). La répartition détaillée en 2018 est la suivante : 
terres arables (77 %), prairies (16,7 %), zones urbanisées (5,9 %), forêts (0,4 %). L'évolution de l’occupation des sols de la commune et de ses infrastructures peut être observée sur les différentes représentations cartographiques du territoire : la carte de Cassini (XVIIIe siècle), la carte d'état-major (1820-1866) et les cartes ou photos aériennes de l'IGN pour la période actuelle (1950 à aujourd'hui).

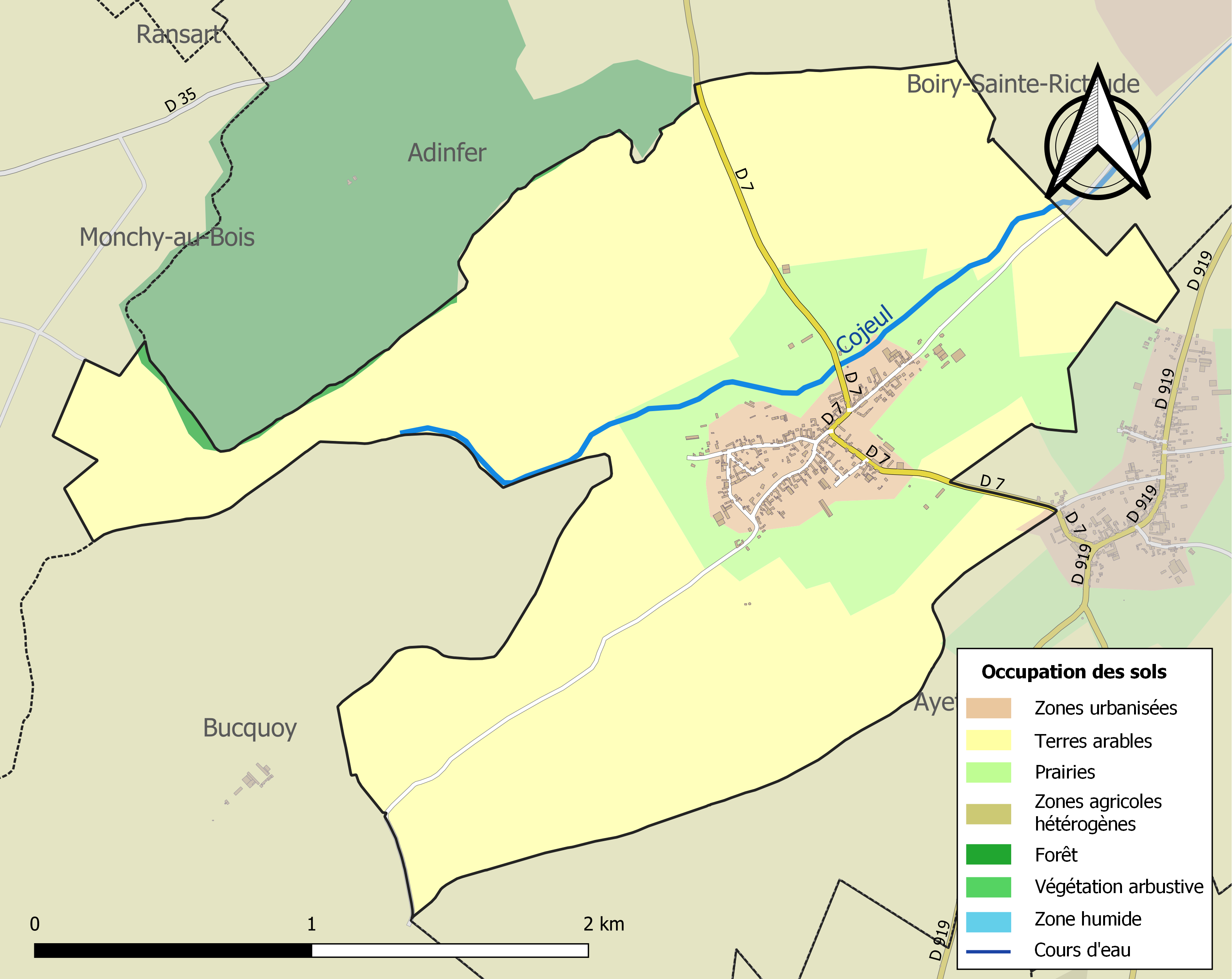
Carte des infrastructures et de l'occupation des sols de la commune en 2018 (CLC).

### Voies de communication et transports

#### Voies de communication
La commune est desservie par la route départementale D 7 et se situe à 17 km, au nord-ouest, de la sortie no 14 de l'autoroute A1 reliant Paris et Lille.

#### Transport ferroviaire
La commune se trouve à 8 km, à l'ouest, de la gare de Courcelles-le-Comte, située sur la ligne de Paris-Nord à Lille, desservie par des trains régionaux du réseau TER Hauts-de-France et à 15 km, au sud, de la gare d'Arras, également située sur la ligne de Paris-Nord à Lille, desservie par des TGV inOui et des trains régionaux du réseau TER Hauts-de-France.

## Toponymie
Le nom de la localité est attesté sous les formes Dulci de 1154 à 1159 ; Douci en 1208 ; Douchi en 1219 ; Douchis en 1300 ; Dolchi en 1260 ; Doucy en 1328) ; Douchy en 1433, Douchy en 1793 ; Douchy et Douchy-lès-Ayette depuis 1801.
En français, la préposition « lès » signifie « près de », ici Ayette. D'usage vieilli, elle n'est guère plus rencontrée que dans les toponymes, plus particulièrement ceux de localités.

## Histoire

### Circonscriptions d'Ancien Régime
Dans l'Ancien Régime, Douchy, en 1789, faisait partie de la gouvernance d'Arras et suivait la coutume d'Artois. Son église, diocèse d'Arras, doyenné de Croisilles, district de Neuville-Vitasse, secours d'Ayette, était consacrée à saint Vaast.

L'église Saint-Vaast avant la Première Guerre mondiale
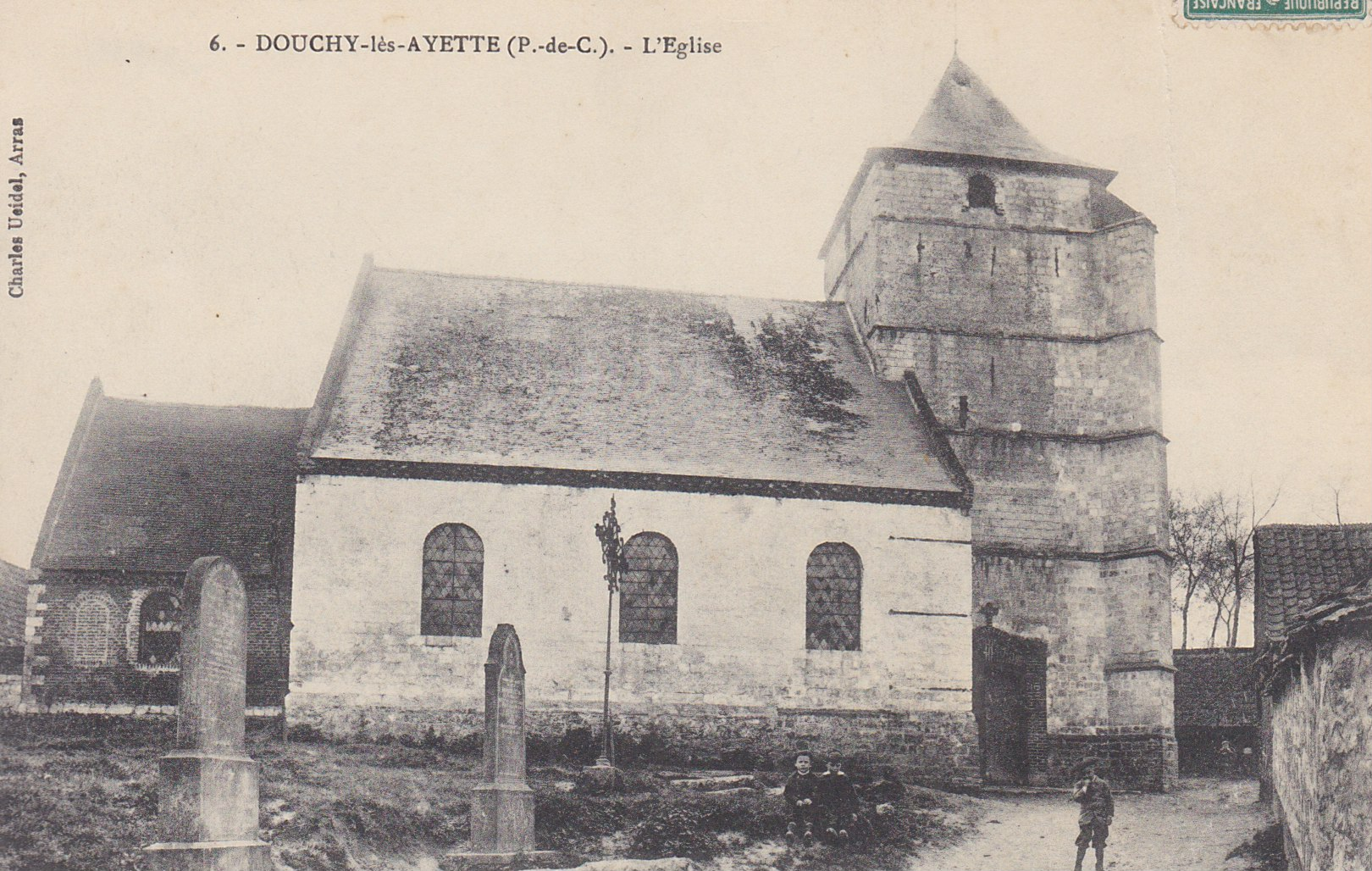
La première…
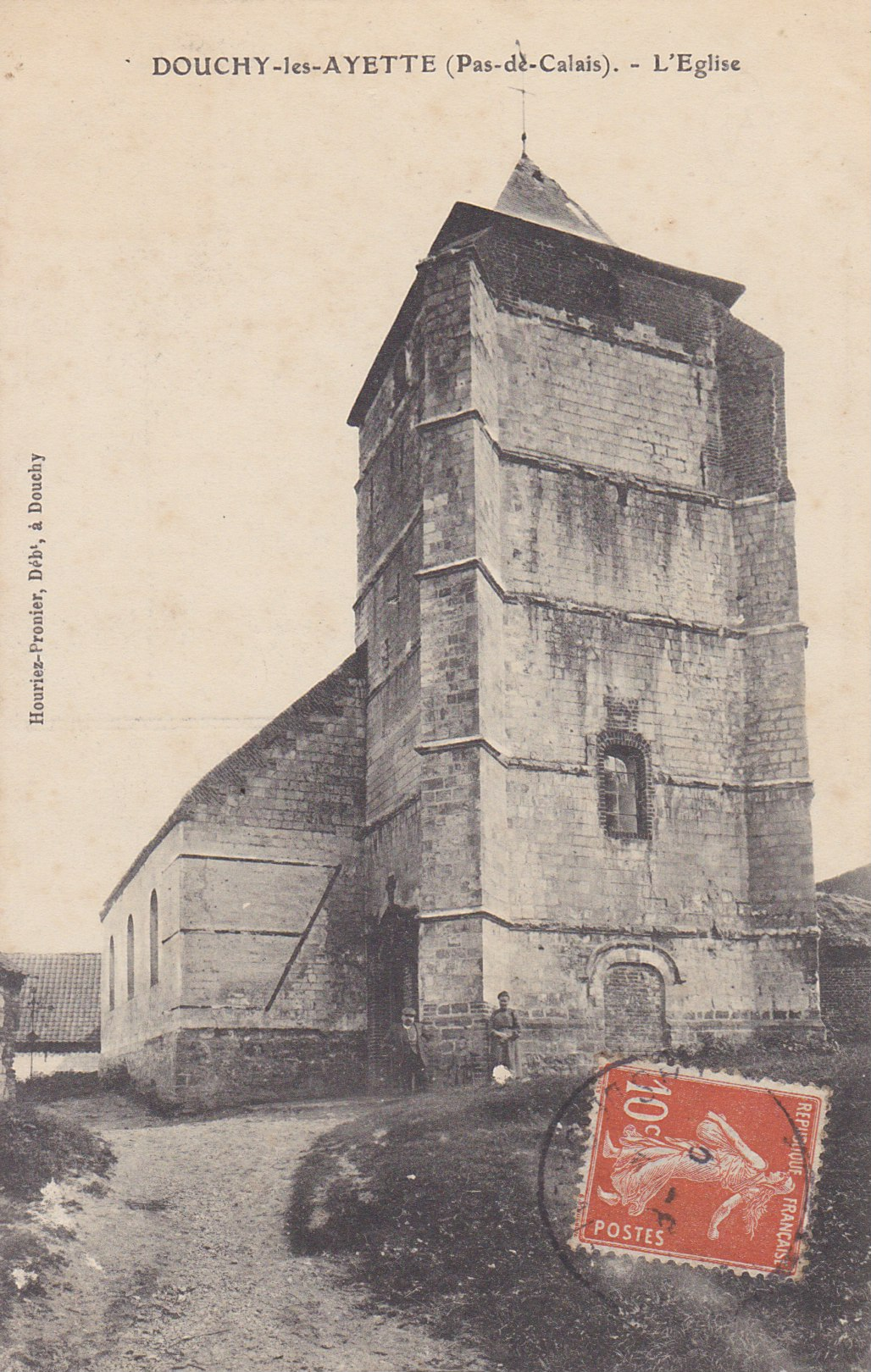
…église.

### Première Guerre mondiale
Pendant la Première Guerre mondiale, Douchy-lès-Ayette se trouve sur la ligne de front. Dans son récit autobiographique Orages d'acier, l'ancien combattant allemand Ernst Jünger décrit au début du livre, dans le chapitre « Douchy et Monchy », l'occupation allemande de Douchy-lès-Ayette entre septembre 1915 et 1917 et sa transformation en ville de garnison par le 73e régiment d'infanterie de la 111e division allemande. Il décrit comment tous les endroits notables du village sont aménagés en fonction des troupes. Monchy-au-Bois, village limitrophe, est également décrit comme village faisant partie de la ligne de front et de ce fait fortifié en position défensive durant le conflit. Sur le secteur, face aux Allemands, se trouvent les Anglais d'un régiment d'Hindostan-Leicestershire[Lequel ?]. L'occupation allemande dura d'octobre 1914 jusqu'au 21 mars 1917.
Lors de l'occupation, les Allemands aménagent une salle de cinéma au village ainsi qu'un cimetière militaire,,. Un monument aux morts militaire allemand est érigé.
Le village est considéré comme détruit à la fin de la guerre et est décoré de la croix de guerre 1914-1918, le 23 septembre 1920, distinction également attribuée à 276 autres communes du Pas-de-Calais,.
La reconstruction du village est menée par la Société coopérative de reconstruction de Douchy-lès-Ayette, active de 1919 à 1932, dont les architectes était Maurice Fretellière et Henri Philippe, qui a contribué à la reconstruction d'Arras.

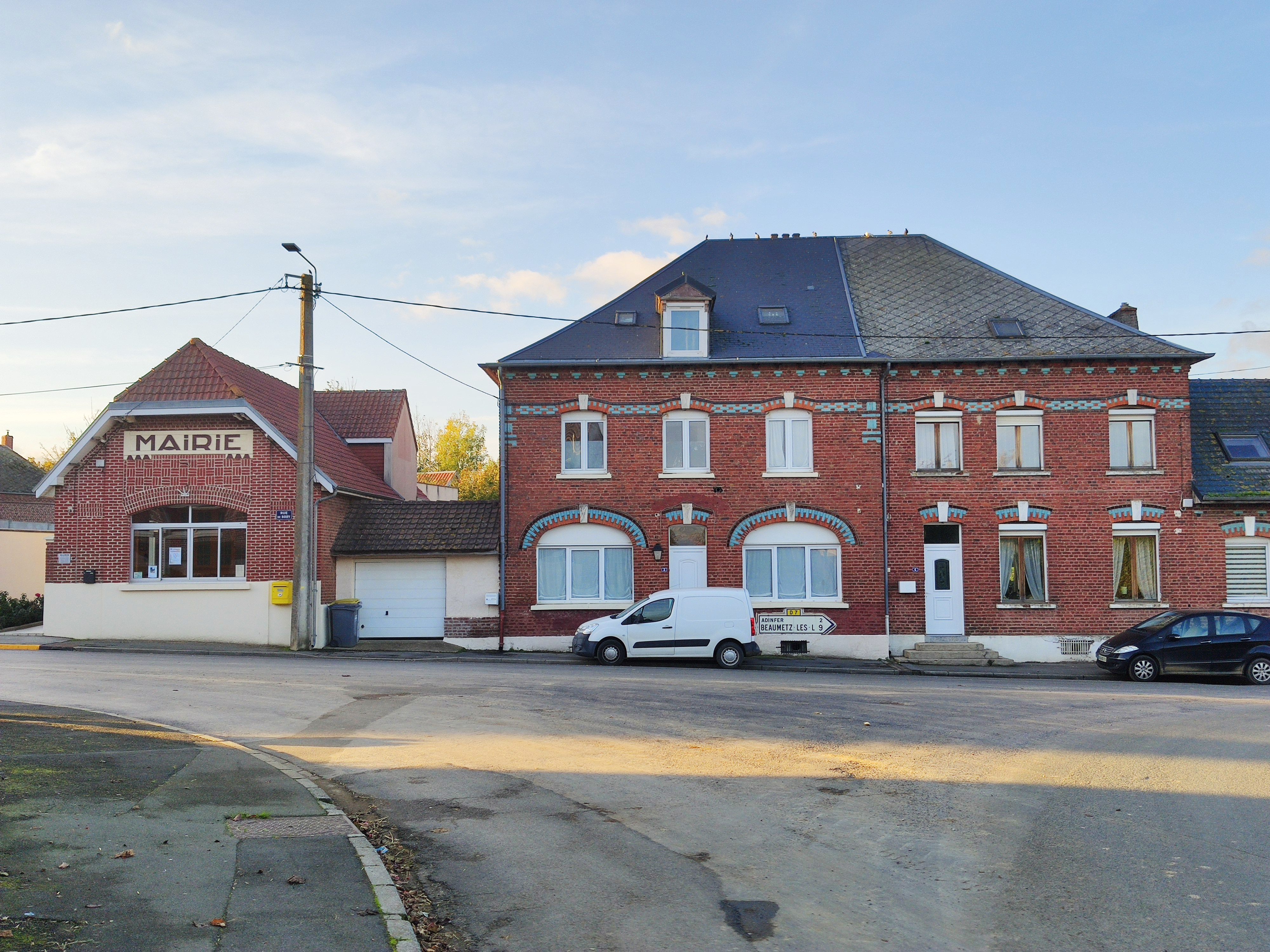
Les constructions de la Reconstruction.

## Politique et administration

### Découpage territorial
La commune se trouve  dans l'arrondissement d'Arras du département du Pas-de-Calais, depuis 1801.

#### Commune et intercommunalités
La commune était membre de la communauté de communes de la région de Bapaume, créée fin 1992.
Dans le cadre de la réforme des collectivités territoriales, celle-ci a fusionné avec sa voisine, formant le 1er janvier 2013 la communauté de communes du Sud-Artois dont est désormais membre Douchy-lès-Ayette.

#### Circonscriptions administratives
Elle faisait partie depuis 1801 du canton de Croisilles. Dans le cadre du redécoupage cantonal de 2014 en France, la commune a intégré le canton de Bapaume.

#### Circonscriptions électorales
Pour l'élection des députés, elle fait partie depuis 1986 de la première circonscription du Pas-de-Calais.

### Élections municipales et communautaires

#### Liste des maires
| Période                                  | Période                       | Identité           | Étiquette | Qualité |
| ---------------------------------------- | ----------------------------- | ------------------ | --------- | --- |
| Les données manquantes sont à compléter. |                               |                    |           | |
| 1989                                     | En cours (au 12 février 2022) | Jean-Charles Derue |           | Cadre dirigeant de la clinique Bons Secours retraité Réélu pour le mandat 2014-2020, Réélu pour le mandat 2020-2026, |

## Équipements et services publics

### Enseignement
La commune est située dans l'académie de Lille et dépend, pour les vacances scolaires, de la zone B.
La commune administre, en regroupement pédagogique intercommunal (RPI 5), une école maternelle.
En 2017, le village a la plus petite école du département.

Les bâtiments communaux
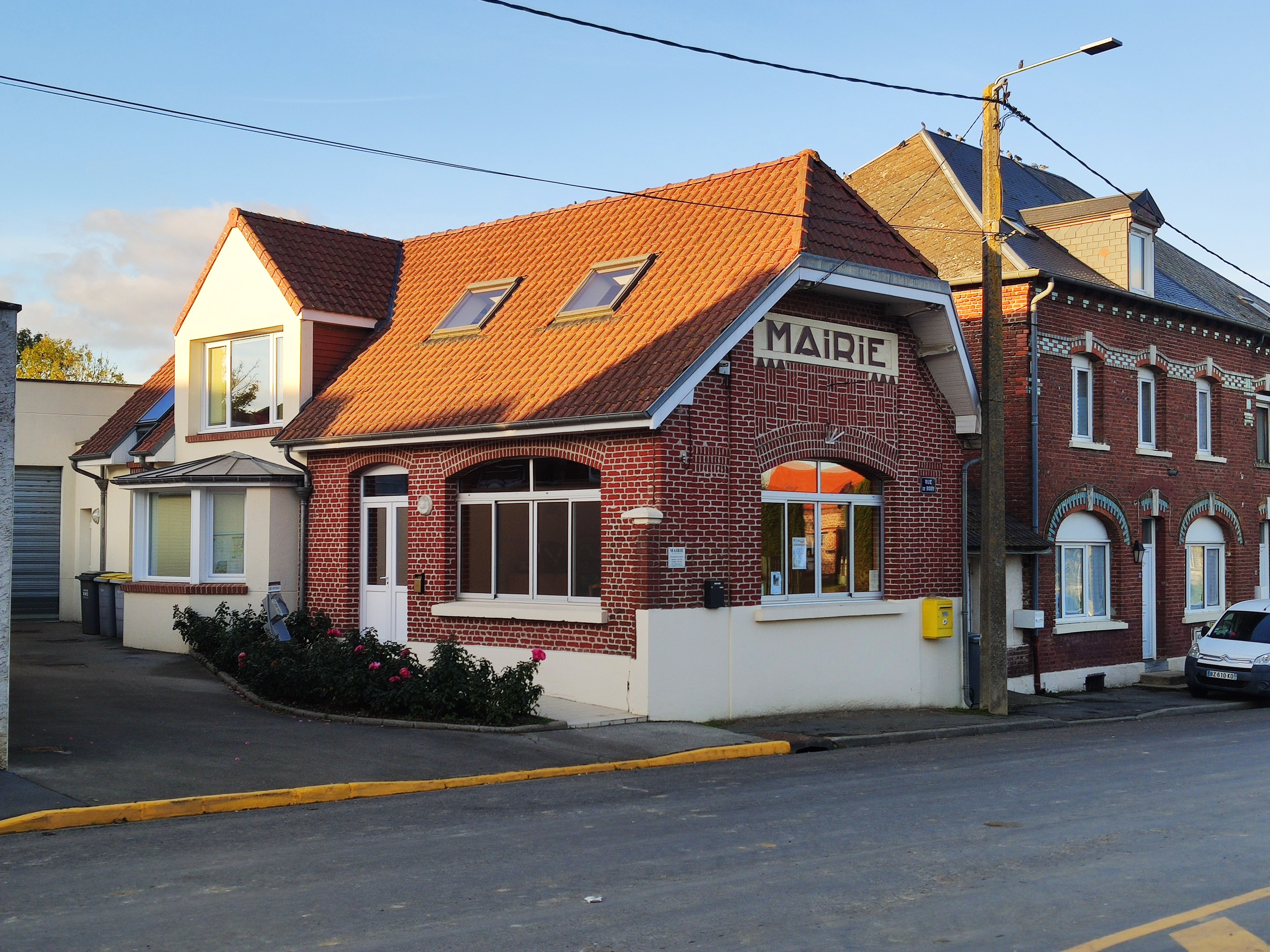
La mairie.
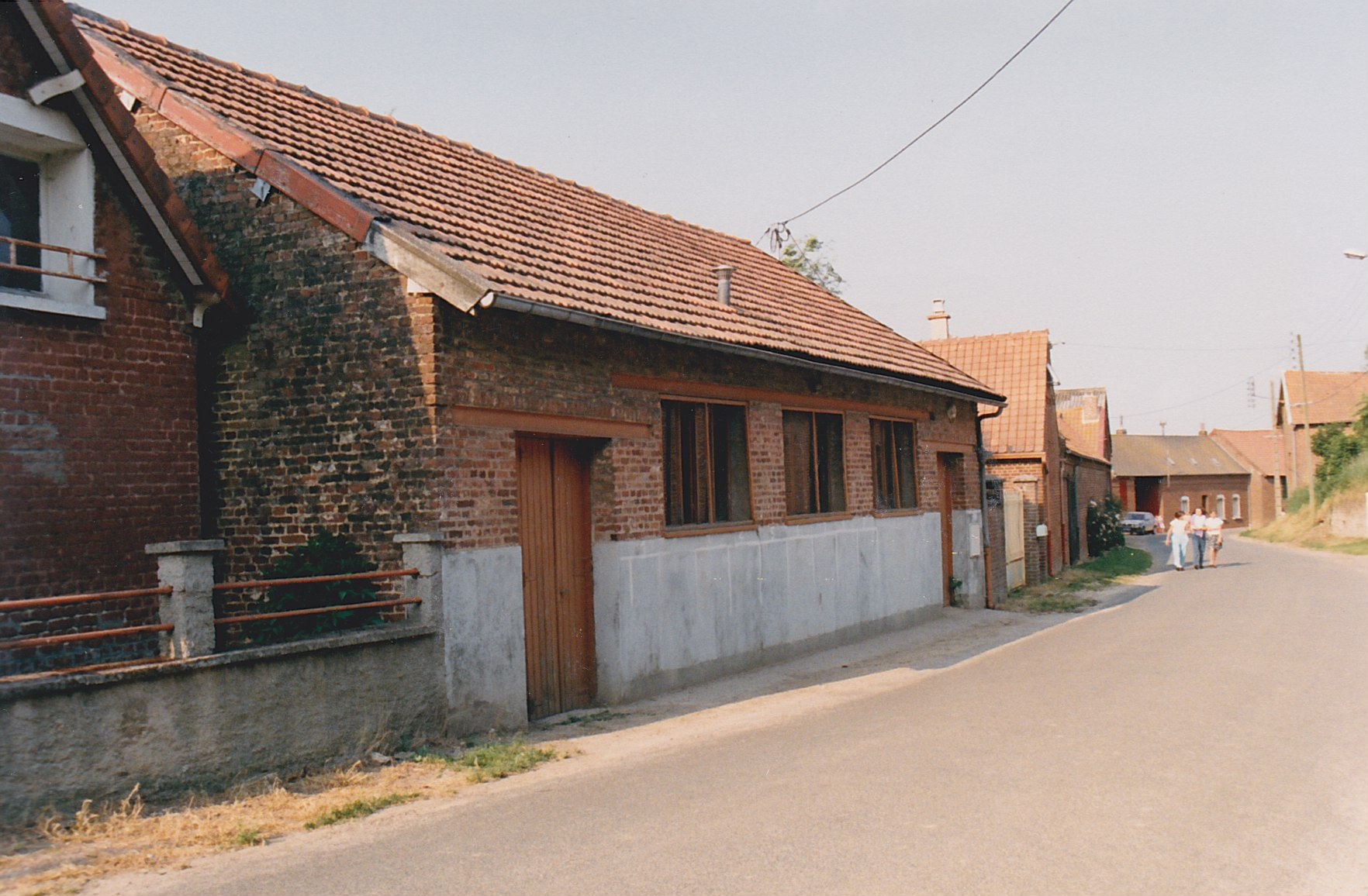
La salle communale avant travaux.
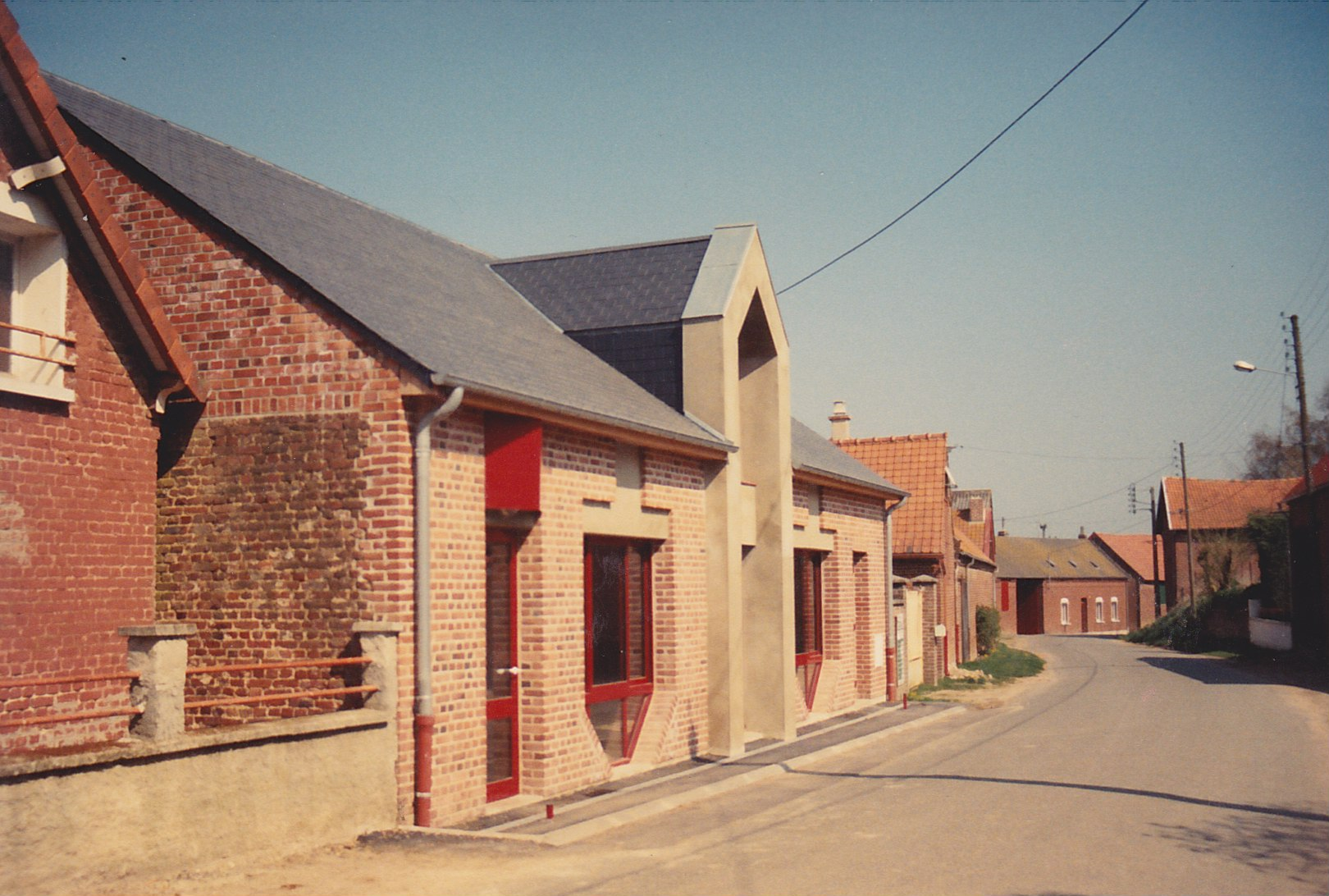
La salle communale après travaux.
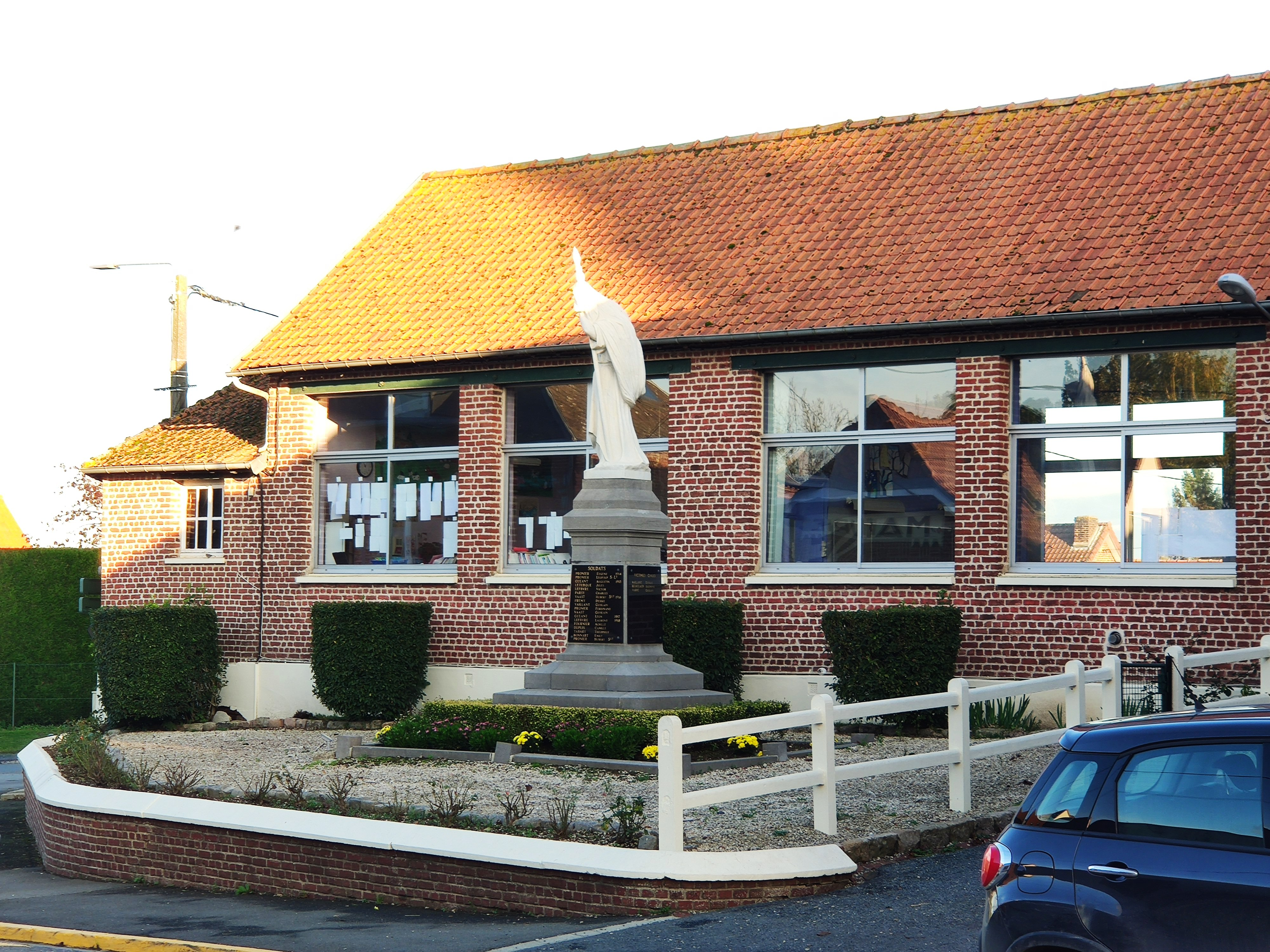
L'école.

### Justice, sécurité, secours et défense
La commune dépend du tribunal judiciaire d'Arras, du conseil de prud'hommes d'Arras, de la cour d'appel de Douai, du tribunal de commerce d'Arras, du tribunal administratif de Lille, de la cour administrative d'appel de Douai, du pôle nationalité du tribunal judiciaire d’Arras et du tribunal pour enfants d'Arras.

## Population et société

### Démographie
Les habitants sont appelés les Dulcinois.

#### Évolution démographique
L'évolution du nombre d'habitants est connue à travers les recensements de la population effectués dans la commune depuis 1793. Pour les communes de moins de 10 000 habitants, une enquête de recensement portant sur toute la population est réalisée tous les cinq ans, les populations de référence des années intermédiaires étant quant à elles estimées par interpolation ou extrapolation. Pour la commune, le premier recensement exhaustif entrant dans le cadre du nouveau dispositif a été réalisé en 2007.

En 2022, la commune comptait 295 habitants, en évolution de −2,96 % par rapport à 2016 (Pas-de-Calais : −0,72 %, France hors Mayotte : +2,11 %).
| 1793 | 1800 | 1806 | 1821 | 1831 | 1836 | 1841 | 1846 | 1851 |
| ---- | ---- | ---- | ---- | ---- | ---- | ---- | ---- | ---- |
| 437  | 393  | 503  | 610  | 683  | 678  | 708  | 706  | 700  |

| 1856 | 1861 | 1866 | 1872 | 1876 | 1881 | 1886 | 1891 | 1896 |
| ---- | ---- | ---- | ---- | ---- | ---- | ---- | ---- | ---- |
| 715  | 692  | 680  | 646  | 660  | 603  | 582  | 585  | 581  |

| 1901 | 1906 | 1911 | 1921 | 1926 | 1931 | 1936 | 1946 | 1954 |
| ---- | ---- | ---- | ---- | ---- | ---- | ---- | ---- | ---- |
| 570  | 554  | 514  | 327  | 365  | 356  | 356  | 350  | 362  |

| 1962 | 1968 | 1975 | 1982 | 1990 | 1999 | 2006 | 2007 | 2012 |
| ---- | ---- | ---- | ---- | ---- | ---- | ---- | ---- | ---- |
| 332  | 309  | 288  | 295  | 321  | 312  | 316  | 317  | 299  |

| 2017 | 2022 | - | - | - | - | - | - | - |
| ---- | ---- | - | - | - | - | - | - | - |
| 308  | 295  | - | - | - | - | - | - | - |

#### Pyramide des âges
En 2018, le taux de personnes d'un âge inférieur à 30 ans s'élève à 32,6 %, soit en dessous de la moyenne départementale (36,7 %). À l'inverse, le taux de personnes d'âge supérieur à 60 ans est de 27,2 % la même année, alors qu'il est de 24,9 % au niveau départemental.
En 2018, la commune comptait 167 hommes pour 144 femmes, soit un taux de 53,7 % d'hommes, largement supérieur au taux départemental (48,5 %).
Les pyramides des âges de la commune et du département s'établissent comme suit.
| Hommes | Classe d’âge | Femmes |
| ------ | ------------ | ------ |
| 0,6    | 90 ou +      | 1,4    |
| 4,2    | 75-89 ans    | 5,6    |
| 22,4   | 60-74 ans    | 20,2   |
| 22,4   | 45-59 ans    | 21,0   |
| 21,8   | 30-44 ans    | 14,7   |
| 14,0   | 15-29 ans    | 16,1   |
| 14,6   | 0-14 ans     | 21,0   |

| Hommes | Classe d’âge | Femmes |
| ------ | ------------ | ------ |
| 0,5    | 90 ou +      | 1,6    |
| 5,6    | 75-89 ans    | 8,9    |
| 16,7   | 60-74 ans    | 18,1   |
| 20,2   | 45-59 ans    | 19,2   |
| 18,9   | 30-44 ans    | 18,1   |
| 18,2   | 15-29 ans    | 16,2   |
| 19,9   | 0-14 ans     | 17,9   |

## Culture locale et patrimoine

### Lieux et monuments
- L'église Saint-Vaast, reconstruite en 1923-1924 dans un style inhabituel (architecte : J. de Saint-Maurice) après les destructions de la Première Guerre mondiale.
- Le monument aux morts[51].
- Le cimetière militaire allemand, qui contenait 380 tombes, n'existe plus. Le cimetière militaire britannique (ou Douchy-lès-Ayette British Cemetery) est commencé en août et septembre 1918, puis agrandi par le 3e Division Burial Officer et après l'armistice de la concentration des tombes des champs de bataille d'Arras et de l'Ancre et d'autres lieux de sépultures.

Son aménagement a été conçu par Edwin Lutyens et George Hartley Goldsmith. Il contient les tombes de soldats, marins et aviateurs dont 727 britanniques, un canadien, cinq australiens, deux sud-africains et un allemand,.

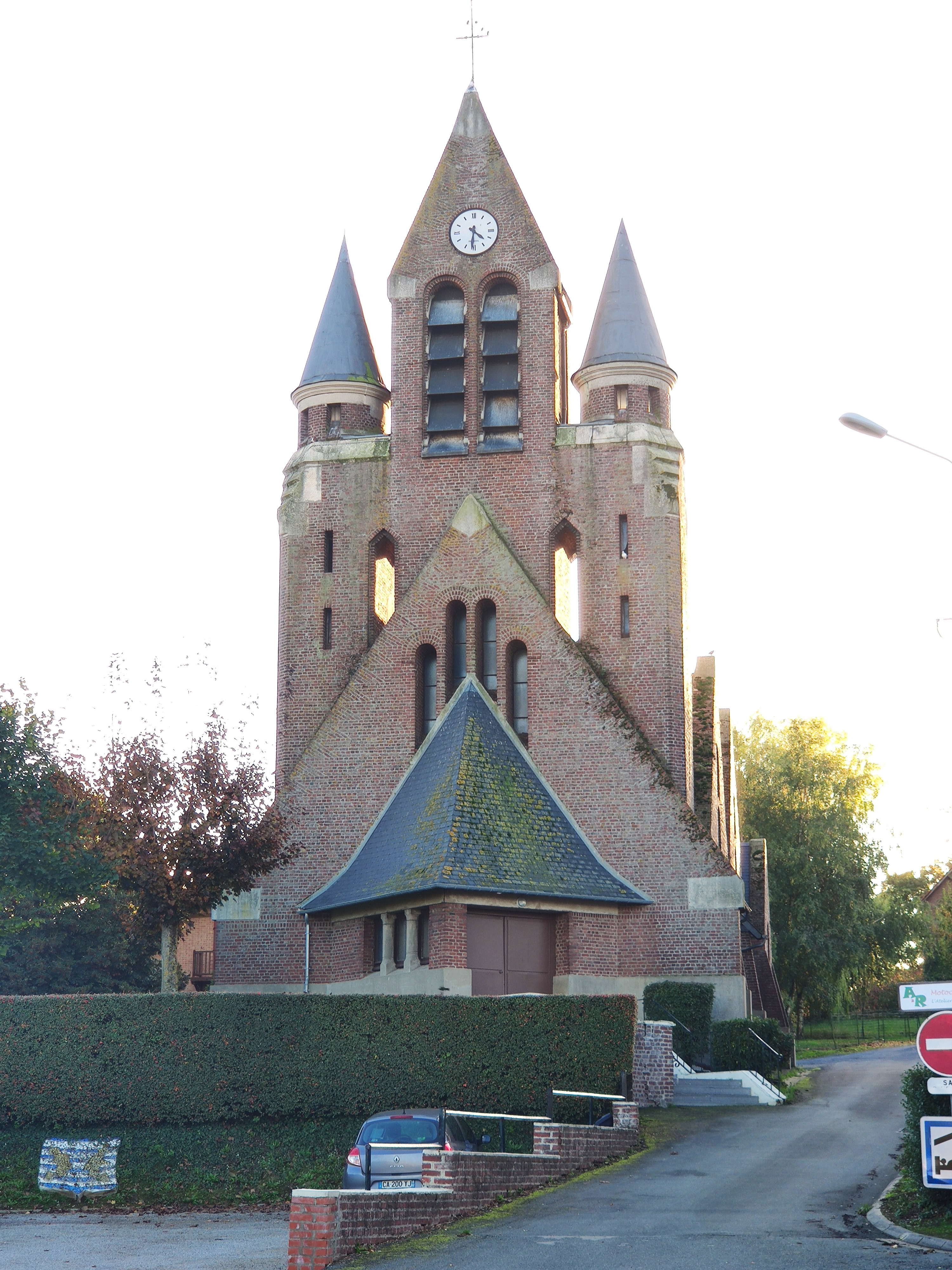
L'église.
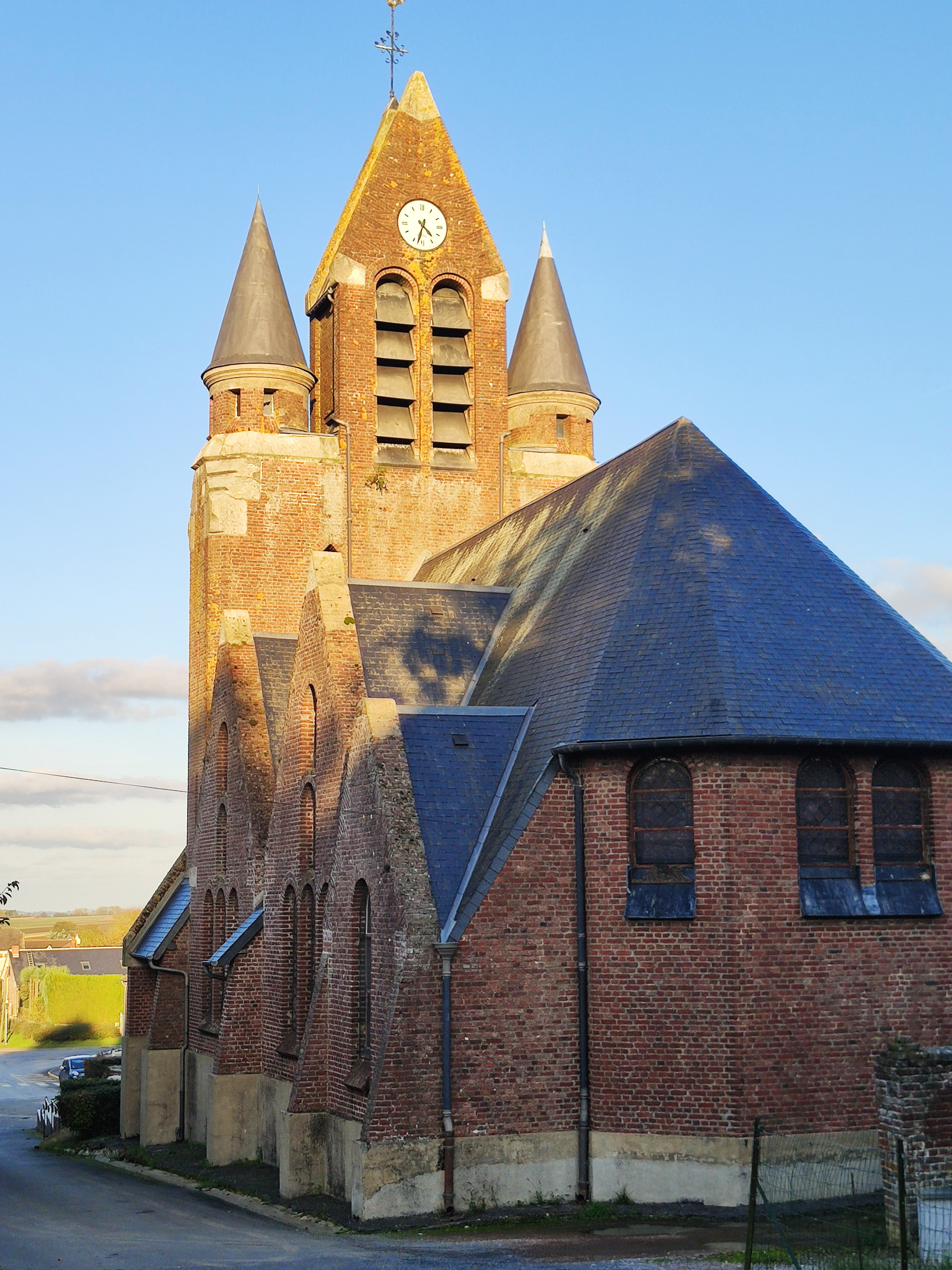
Le chevet de l'église.
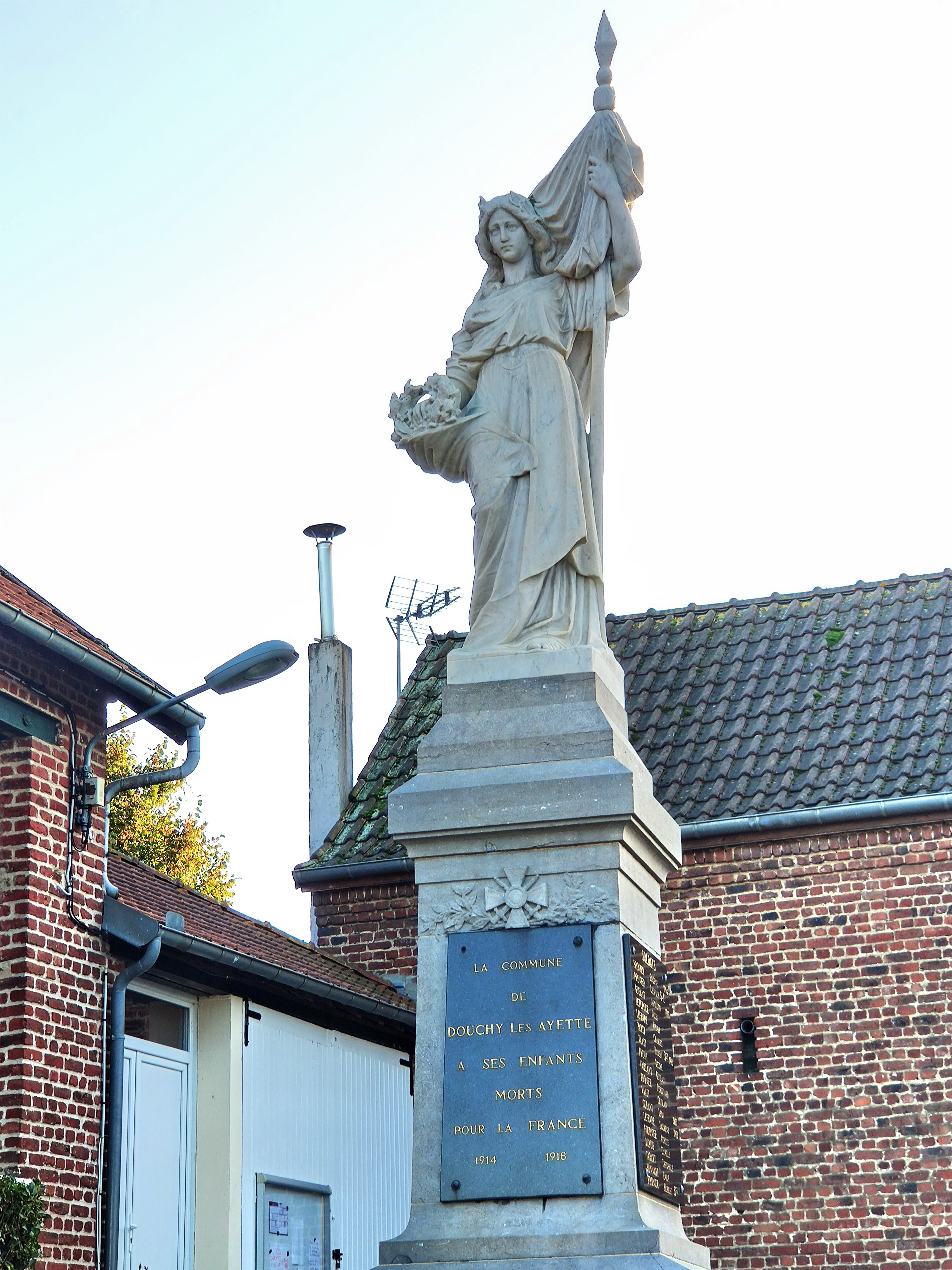
Le monument aux morts.

### Personnalités liées à la commune
- Liévin-Bonaventure Proyart (1743-1808), écrivain et religieux catholique, monarchiste, contre-révolutionnaire et antimaçonnique, né dans la localité.
- Ernst Jünger (1895-1998), a décrit, dans son récit autobiographique Orages d'acier, l'occupation du village.

### Héraldique
| Blason de Douchy-lès-Ayette | Blason  | Burelé d'argent et d'azur, à deux bars adossés d'or brochant sur le tout. |
| Blason de Douchy-lès-Ayette | Détails | Armes de la famille Douchy, ou de Douchy, reprises par deux communes du Nord-Pas-de-Calais, Douchy-les-Mines (59) et Douchy-lès-Ayettes. Le statut officiel du blason reste à déterminer. |

## Pour approfondir